# Astronidium glabrum
Astronidium glabrum és una espècie de planta de flors pertanyent a la família Melastomataceae. És endèmica de la Polinèsia Francesa en Raiatea i Tahití.